# 12 Pułk Ułanów (austro-węgierski)
Pułk Ułanów Nr 12 (UR. 12) – pułk kawalerii cesarskiej i królewskiej Armii.
Pełna nazwa niemiecka: Ritter von Brudermann Nr 12.
Data utworzenia: 1854 rok.
Szef honorowy (niem. Regimentsinhaber): Ritter von Brudermann.
W 1914 roku pułk stacjonował na terytorium 13 Korpusu, który był jego okręgiem uzupełnień. Sztab pułku mieścił się w Varaždinie (niem. Warasdin), 1. dywizjon w Zagrzebiu (niem. Agram), 2. dywizjon w Čakovecu (węg. Csáktornya), a kadra zapasowa w Osijeku (niem. Esseg). Pułk wchodził w skład 8 Brygady Kawalerii.
Żołnierze nosili czapki ciemnoniebieskie, guziki złote.

## Skład etatowy
Dowództwo
Służby pomocnicze:
- pluton pionierów
- patrol telegraficzny
- służba zapasowa

2 × dywizjon
- 3 × szwadron po 117 dragonów

Pełny etat: 37 oficerów i 874 podoficerów i żołnierzy.